# Cor Niessen
Cornelis Arnoldus (Cor) Niessen (Vleuten, 6 maart 1924 – Utrecht, 6 maart 2019) was een Nederlandse bariton/bas.
Hij was zoon van Willem Niessen en Elisabeth de With  Hij was getrouwd met J.K. (Tiny) Verhoef.
Hij kreeg zijn opleiding aan het Conservatorium van Utrecht van pedagoge Henriëtte van de Brink, Daarna volgde privélessen bij Guus Hoekman en Gerard Meyer. Hij specialiseerde zich in oratoriumzang als ook tot vertolker van het geestelijk lied. In 1964 sloot hij zich aan bij het Groot Omroepkoor.Hij was ook enige tijd aangesloten bij het Utrechts Motetgezelschap. Hij bleef tot op late leeftijd zingen (jaren 90). Bij de opnamen van het Te Deum van Oscar van Hemel in 1972 werkte hij samen met André Rieu sr. en het Radio Kamerorkest.
Hij was officier in de Orde van Oranje-Nassau.